# Fritz Bremer
Fritz Bremer (* 17. Juni 1882 in Meldorf; † 27. Dezember 1954 in Meldorf) war ein deutscher Politiker (CDU).
Bremer war von Beruf Fabrikant. Im März 1934 wurde er von den Nationalsozialisten ausgebürgert. Er gehörte 1946 und 1947 dem zweiten ernannten Landtag von Schleswig-Holstein an und saß dort in den Ausschüssen für Aufbau, Justiz und Entnazifizierung, in letzterem Ausschuss hatte er den Vorsitz inne.